# Boris Kamgo Youdom
Pour les articles homonymes, voir Youdom.
 (mai 2022).
Boris Kamgo Youdom est un entrepreneur camerounais en pisciculture.

## Biographie

### Carrière
| Vidéo externe | |
|               | Regardez ce que ce Jeune a pu réaliser : Impressionnant \| 2 sept. 2021\| Investir Au Pays Entretien avec Philippe Simo |

Il élève des poissons - notamment des tilapia - dans des enclos grillagés sur la rivière Dibamba près de Douala. Le marché serait porteur selon les estimations des besoins de consommation et la récente loi camerounaise interdisant l'importation de cette espèce de poisson,.
La moitié des 500 000 tonnes environ de poissons consommés par an au Cameroun est importée. Boris Kamgo fait partie du mouvement aquacole naissant soutenu par les autorités et le FAO pour couvrir au Cameroun, le marché croissant du poisson,,,.
Boris Kamgo part en visite en Chine où il se forme pendant deux ans, puis aux Pays-Bas et au Vietnam. Il apprend à élever le tilapia rouge et le pangasius, un poisson-chat requin originaire d'Asie pouvant prospérer dans les eaux d'Afrique centrale.
Sa société, le complexe aquacole Agro World Group, possède des étangs d'eau douce et vend des dizaines de tonnes de poisson par mois localement et à l'export,.
Boris Kamgo forme des étudiants à l'élevage de poissons dans le laboratoire de son entreprise à l'extérieur de la capitale commerciale,. Il vend aussi des poissons au Cameroun et en exporte vers les pays comme le Rwanda,, RDC et le Gabon, etc.